# AEG Typ Letmathe
Die AEG Typ Letmathe ist eine elektrische Lokomotivbaureihe mit 1000 mm Spurweite, die für mehrere elektrische Kleinbahnen geliefert wurde.

## Geschichte
Die RWE hatte Anteile an mehreren westfälischen Kleinbahnen. Die Westfälische Kleinbahnen (WKAB), die später in  Iserlohner Kreisbahn umfirmierte, gehörten dazu. Sie hatten 1903 zwei elektrische Lokomotiven mit 151 kW Leistung von AEG erhalten.
1922 bestellten die WKAB wiederum zwei Lokomotiven, die wegen der starken Steigungen im Streckennetz stärker als die bisherigen sein sollten. Dazu wurde bei AEG das Modell der vorhandenen Lokomotiven weiterentwickelt. Diese beiden neuen Lokomotiven bewährten sich gut, so dass bis 1928 vier weitere Lokomotiven nachbestellt wurden. Auch andere Bahnen bestellten diesen Typ: die Hagener Vorortbahn (HVB) drei Lokomotiven und die Barmer Bergbahn (BBAG) eine Lokomotive. Zwei Lokomotiven gingen nach Spanien zur Sociedad Explotadora de Ferrocarriles y Tranvias (SEFT), wo sie auf der Strecke San Sebastian – Hendaye (heute Euskotren) eingesetzt wurden.
Die Typbezeichnung erfolgte nach dem Firmensitz der WKAB in Letmathe.

## Konstruktive Merkmale
Der Lokkasten war auf einem Rahmen aufgebaut. Das Führerhaus lag mittig, auf beiden Seiten gab es einen niedrigen, nach vorne abflachenden Vorbau. Über Klappen im Holzfußboden des Führerhauses waren die Drehgestelle zugänglich. An einer Führerhaus-Stirnwand befand sich eine Signalsirene, rechts und links des Führerhauses waren die Schalen des Läutewerkes angebracht. An den Vorbauten befanden sich jeweils zwei elektrische Spitzenlichte.
Um auf den starken Steigungen der WKAG genug Masse auf die Schiene zu bringen, erhielten die WKAB-Lokomotiven Ballastgewichte. In den Vorbauten waren die Anfahr- und Bremswiderstände sowie die Vorschaltwiderstände für die Magnetschienenbremse untergebracht. Die Abwärme der Widerstände konnte für die Heizung des Führerhauses genutzt werden, ansonsten gab es vor dem Führerstand Lüftungsklappen, über die die Wärme entwichen konnte.
Das Führerhaus hatte auf beiden Seiten eine Tür mit einem Fallfenster, daneben zwei kleine Scheiben. An den Stirnseiten gab es zwei Fenster. Das Dach des Führerhauses war aus Holz mit einer Segeltuchbespannung. Darauf saß der Scherenstromabnehmer mit zunächst vier Schleifstücken, später kamen AEG-Scherenstromabnehmer der Bauart NDS mit zwei Schleifstücken zur Anwendung. Die spanischen Lokomotiven erhielten später statt des Scherenstromabnehmers zwei Lyra-Bügel.
Der Rahmen stützt sich über Drehzapfen und seitliche Gleitflächen auf die beiden Drehgestelle ab. An den Drehgestellrahmen befanden sich die Zug- und Stoßvorrichtungen, die bei den WKAB aus einer dicken Rammbohle und einem durch eine Ringfeder abgestützten, durch die Rammbohle hindurchgeführten Zughaken mit einer Steckbolzenkupplung bestehen. Die Hagener Maschinen hatten an den Kopfträgern der Drehgestelle die bei Meterspurbahnen üblichen abgefederten runden Puffer, die Barmer Lokomotive eine breitere Rammbohle mit Puffer.
Der Fahrschalter ließ vier Betriebsarten zu: 1. Fahren mit zwei Motoren eines Drehgestells, 2. Fahren mit vier Motoren, wobei jeweils zwei Motoren parallel geschaltet sind, die beiden Drehgestellgruppen jedoch in Serie, 3. Fahren mit vier Motoren parallel geschaltet und 4. Bremsen durch Kurzschließen über Widerstände. Beim starken Bremsen wurden vier Westinghouse-Magnetschienenbremsen hinzugeschaltet, die zwischen den Rädern am Drehgestell saßen. Als Handbremse war eine Wurfhebelbremse vorhanden, die acht Bremsklötze an die Räder drückte. An jeder Drehgestellseite waren zwei Sandstreukästen angebracht.
Die beiden in die Schweiz verkauften Lokomotiven erhielten dort unter anderem eine Erneuerung des Lokkastens, so dass der untere Träger nicht mehr sichtbar war, Zentralpuffer, einen neuen Stromabnehmer und eine Druckluftbremse, mit Luftbehältern auf dem Dach.

## Verbleib
Die Hagener Lokomotiven 1 und 3 wurden 1955 und 1965 an die Vereinigten Bern-Worb-Bahnen, dem heutigen Regionalverkehr Bern-Solothurn verkauft, wo sie als Ge 4/4 61 und 62 vor allem zur Schneeräumung eingesetzt wurden. Nach 50 Jahren Einsatz wurden sie nicht mehr benötigt. Die ehemalige HVB 1 wurde dem Verein Bergisches Straßenbahnmuseum unentgeltlich übertragen. Die ehemalige HVB 3 wurde 2021 an die Elektrische Tatrabahn, Tatranská elektrická železnica (TEŽ), abgegeben.
Die beiden spanischen Lokomotiven wurden 1978 überflüssig, da die Stromversorgung der in zwischen zur Ferrocarriles de Vía Estrecha (FEVE) gehörenden Strecke von 550 V auf 1500 V umgestellt wurde. Die Lok E 101 kam zur Asociación de Amigas desl Ferrocarril de Gipuzkoa und wird dort als Spaniens älteste betriebsbereite Lokomotive noch gelegentlich eingesetzt. Lokomotive E 102 war aufgearbeitet im Bw Azpeitia abgestellt.
Die Lokomotive der Barmer Bergbahnen wurde bereits 1959 mit Einstellung des Güterverkehrs überflüssig. Die anderen Lokomotiven wurden 1963 (HVB) und 1964/1965 (WKAG) ausgemustert.